# 因幡街道

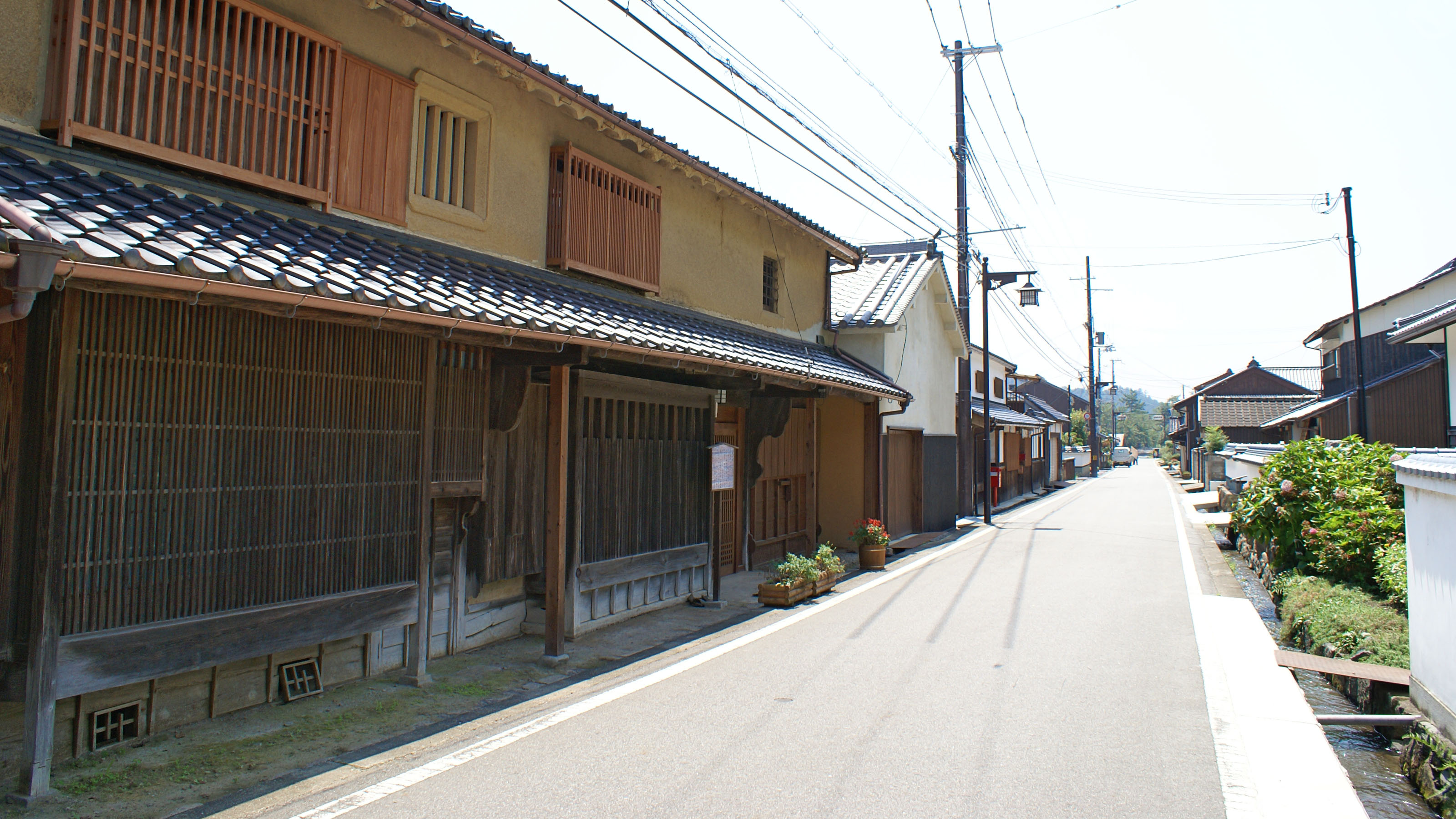
平福宿・瓜生原家

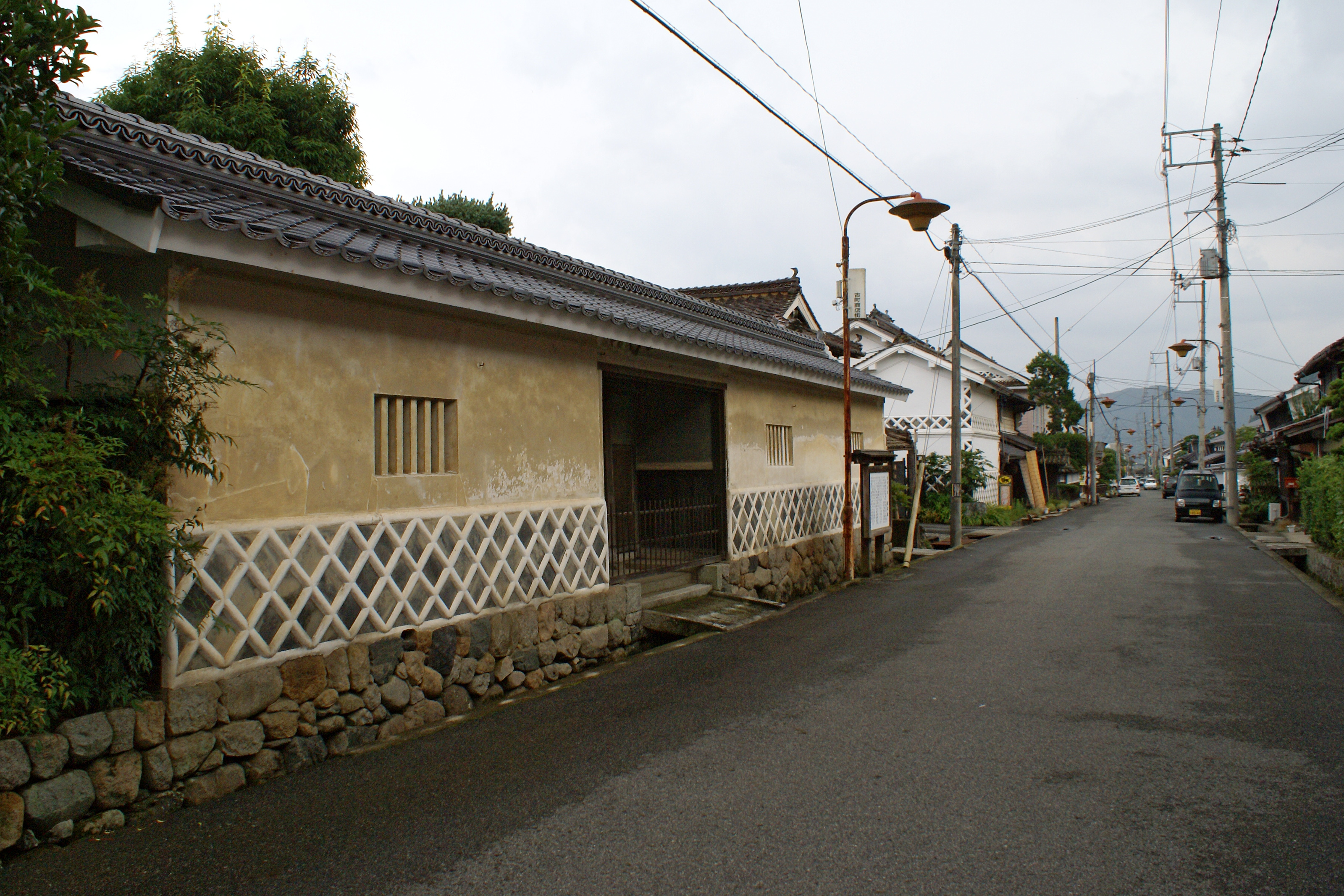
大原宿・脇本陣

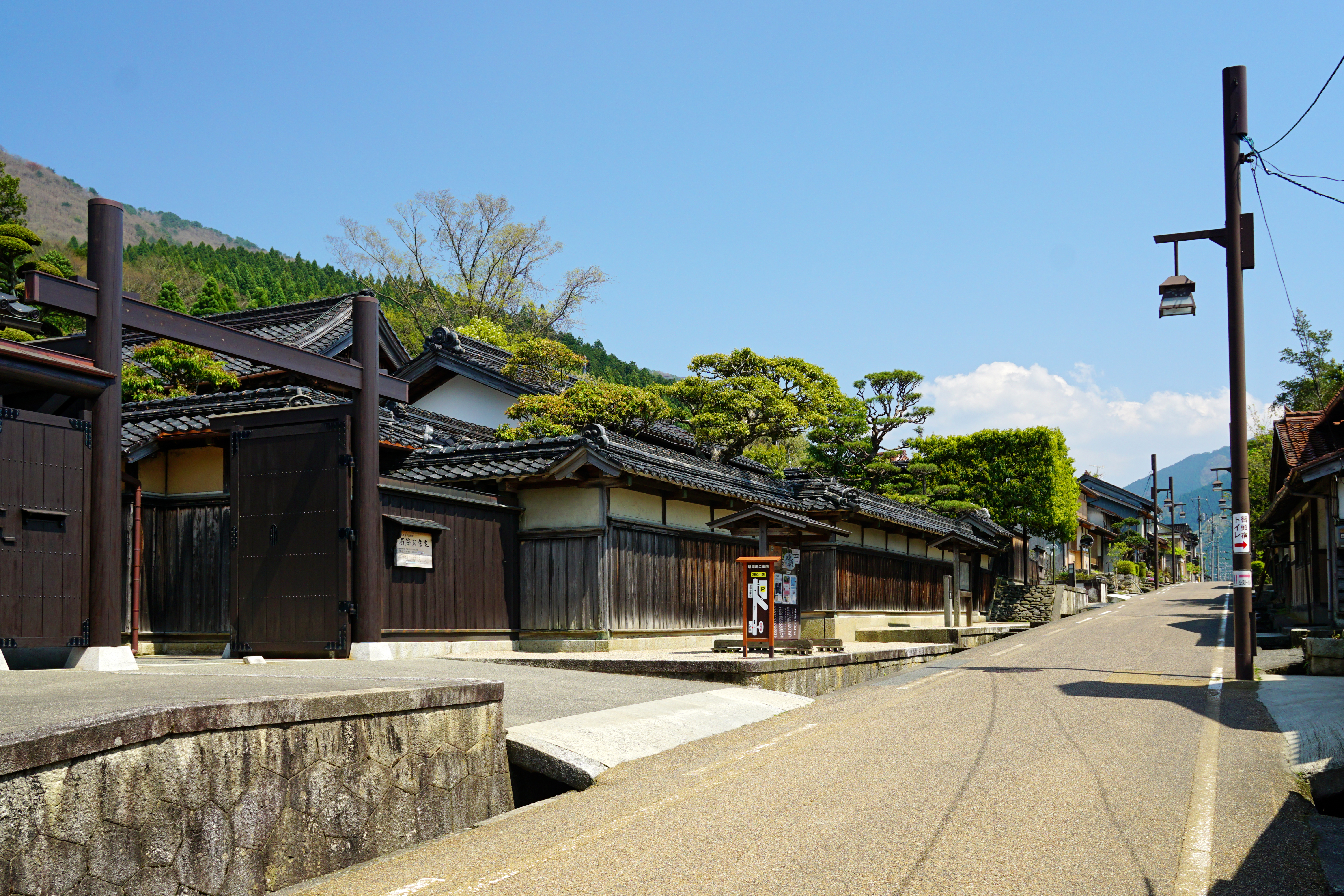
智頭宿・智頭往来に面して建つ石谷家住宅

因幡街道（いなばかいどう）は、江戸時代に整備された脇街道の一つで、播磨国姫路（兵庫県姫路市）を始点として、因幡国鳥取（鳥取県鳥取市）に至る路線である。
現在の国道2号、国道29号、国道179号、国道373号、兵庫県道724号姫路新宮線にほぼ対応している。

## 宿場
- 姫路（兵庫県姫路市）

1. 飾西宿（兵庫県姫路市）
2. 觜崎宿（兵庫県たつの市）
3. 千本宿（兵庫県たつの市）
4. 三日月宿（兵庫県佐用郡佐用町）
5. 平福宿（兵庫県佐用郡佐用町）
6. 大原宿（岡山県美作市）
7. 坂根宿（岡山県英田郡西粟倉村）
8. 駒帰宿（鳥取県八頭郡智頭町）
9. 智頭宿（鳥取県八頭郡智頭町）
10. 用瀬宿（鳥取県鳥取市）
11. 河原宿（鳥取県鳥取市）

- 鳥取（鳥取県鳥取市）

## 智頭往来ルート
智頭往来とは、志戸坂峠を越えるルート（現在の国道373号線にほぼ相当）は、江戸時代には鳥取藩の参勤交代に用いられた。智頭宿周辺や篠坂地区、中原地区、樽見（大字福原）地区、駒帰地区は往時の面影を残しており、中原、樽見、駒帰地区の約2.5キロメートルは2008年、国の史跡「智頭往来 志戸坂峠越」に指定された。

## 若桜往来ルート
若桜往来とは、戸倉峠を越えるルートで八東往来とも呼ばれ、現在では、旧街道沿いの幹線道路が国道29号として整備され若桜街道と呼ばれている。

## 姫路を起点として途中から分岐する二つの因幡街道
姫路から飾西宿を経て觜崎宿の手前の追分で北に分岐し宍粟方面へ向かう道も地元では因幡街道と言われる場合がある。
1901年刊行の「山陽鉄道案内」の姫路駅の項にはこの宍粟郡の播因国境の戸倉峠を越えるルートを因幡街道としている。同書では追分から直進して觜崎宿から美作方面へは美作街道とする。 
1903年公刊の「揖保郡地誌」では追分から分岐して林田から宍粟郡を通り戸倉峠へ至るルートを「因幡街道」として追分から直進して觜崎宿に至り佐用郡を通り美作国の宿駅を経由して「因幡」に入るルートは「美作街道」としている。 
1923年公刊の「宍粟郡誌」（宍粟郡役所編纂）179頁には、「揖保郡より北行し林田川右岸の沿いて本郡安師村に入り（中略）奥谷村を通過して鳥取県八頭郡に入る（中略）因幡街道と称す」と記載されている。 
また鳥取県側では因幡街道と言わずに上記の智頭街道・若桜街道と言われる2ルートが存在するが播磨街道とは表現されない。